# Kinga Dunin
Kinga Maria Dunin-Horkawicz (Łódź, 25 d'abril del 1954) és una escriptora feminista, crítica literària, sociòloga cultural i periodista polonesa.(10)

## Biografia
Filla de Janusz Dunin-Horkawicz, bibliotecari i estudiós de la literatura, i de Cecylia Jastrzębska. Estudià Sociologia de la Cultura en la Universitat de Łódź. Es casà amb el sociòleg i traductor Sergiusz Kowalski. Viu a Varsòvia.(10)

## Trajectòria
És col·laboradora de la revista Talons alts (Wysokie obcasy), suplement del periòdic <i>Gazeta Wyborcza</i>. Fou codirectora dels programes Bons llibres (Dobre książki) i Millors llibres (Lepsze książki) en la televisió polonesa. Fins al 2012 fou catedràtica de Sociologia de la Medicina en la Universitat Mèdica de Varsòvia.

## Activitat política
Als anys 1970 militava en el Comité de Defensa dels Obrers. Actualment col·labora amb la revista Krytyka polityczna (Crítica política). Pertany al partit dels Verds.(10)

## Llibres publicats
- 1996: El Tao de la mestressa de casa (Tao gospodyni domowej), Varsòvia, Editorial OPEN, ISBN 83-85254-38-2[1]
- 1998: Tema tabú (Tabu), (novel·la), Varsòvia, Editorial W.A.B., ISBN 83-87021-42-3[2]
- 1999: Vergonya (Obciach) (novel·la, continuació de Tema tabú), Varsòvia, Editorial W.A.B, ISBN 83-88221-08-6[3]
  - Segona edició: 2005 ISBN 83-7414-018-6
- 2000: Carrossa de carabassa (Karoca z dyni), Varsòvia, Editorial Sic!, ISBN 83-86056-84-3[4]
- 2002: Què volen de mi, "Talons alts"? (Czego chcecie ode mnie, "Wysokie Obcasy"?), Varsòvia, Editorial Sic! ISBN 83-88807-17-X[5]
- 2004: Llegint a Polònia. La literatura polonesa després de 1989 enfront dels dilemes de la modernitat (Czytając Polskę. Literatura polska po roku 1989 wobec dylematów nowoczesności), Varsòvia, Editorial W.A.B. ISBN 83-89291-95-9[6]
- 2007: La renyina (Zadyma), Cracòvia, Wydawnictwo Literackie, ISBN 978-83-08-03977-9[7]

## Publicacions conjuntes
- 1991: Els problemes aliens. Sobre la importància de les coses de no res. Anàlisi del discurs públic a Polònia (Cudze problemy. O ważności tego, co nieważne. Analiza dyskursu publicznego w Polsce), Varsòvia, Centre d'Estudis Socials (Ośrodek Badań Społecznych), ISBN 83-900560-0-3 (en coautoria amb Marek Czyżewski i Andrzej Piotrowski)
- 2004: L'homofòbia en polonés (Homofobia po polsku), Varsòvia, Editorial Sic![8]
- 2011: Disputa sobre el liberalisme (Spór o liberalizm), Toruń, Editorial Científica de la Universitat Mikołaj Kopernik[9]

## Entrevistes
- 2011: Ama i actua (Kochaj i rób), (llibre en forma d'entrevista a l'escriptora, realitzada per Sławomir Sierakowski), Varsòvia, Editorial Krytyka Polityczna[10][11]